# کاخ شون‌برون
کاخ شون‌برون (به آلمانی: Schloß Schönbrunn) به معنای «چشمه زیبا»، اقامتگاه تابستانی پادشاهان اتریش در وین پایتخت اتریش بوده‌است و اکنون یکی از آثار مهم فرهنگی این کشور است که تا سال ۱۹۶۰ بنا شده‌است. این کاخ که بیش از ۱۴۰۰ اتاق دارد که به سبک روکوکو تزیین شده‌است یکی از جاذبه‌های مهم توریستی در وین به‌شمار می‌آید. کاخ‌ها و باغ‌ها نشان دهنده سلیقه‌ها، علایق و آرزوهای پادشاهان این کشور می‌باشد.

## باغ‌ها
در شون‌برون، باغ‌های فراوانی وجود دارد که به سبک‌های گوناگون طراحی شده‌ است. قدیمی‌ترین باغ‌وحش موجود دنیا، در این باغ قرار دارد که در ۱۷۵۲ میلادی گشوده شده‌ است.

## نگارخانه

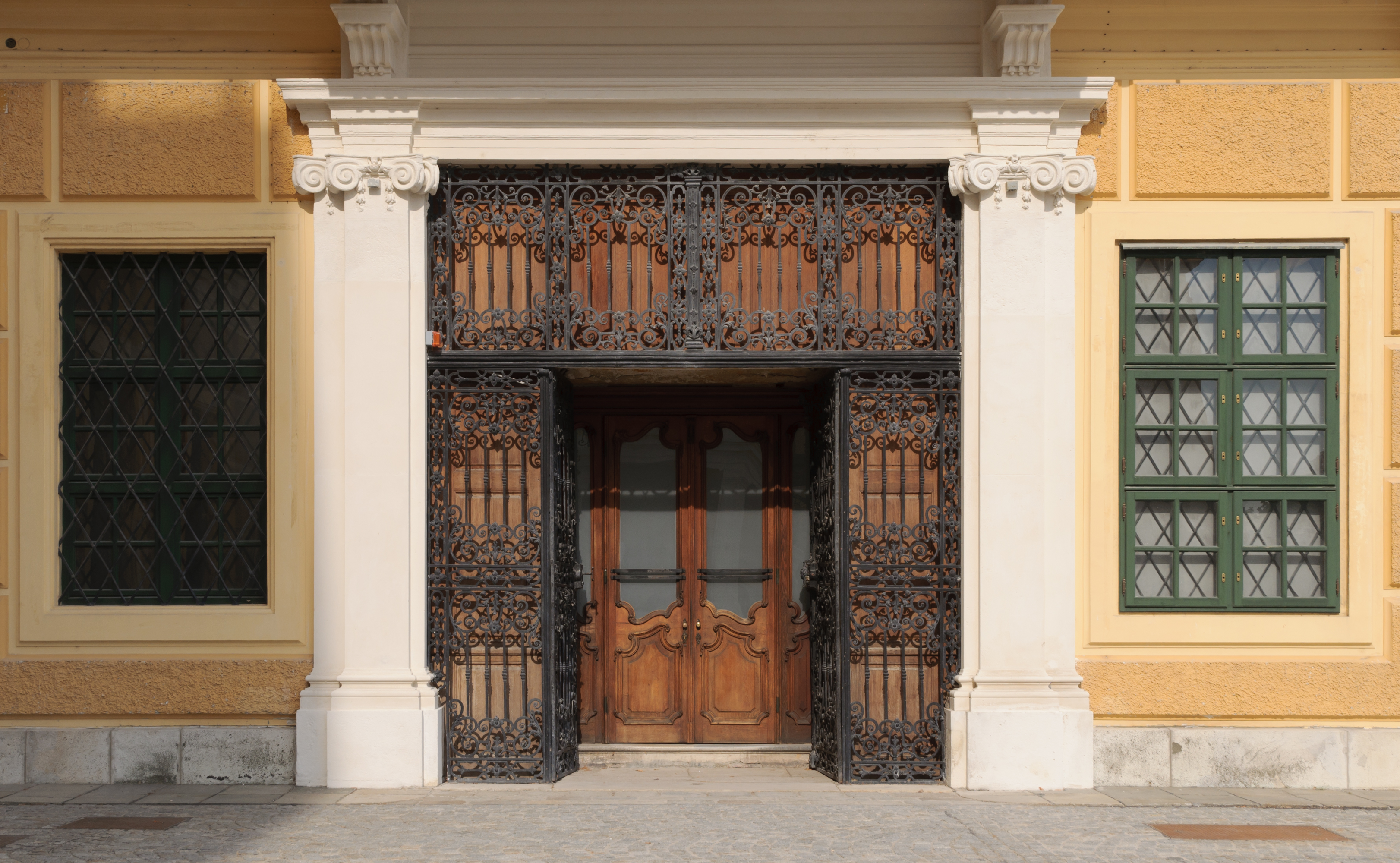
یکی از درهای فرعی کاخ
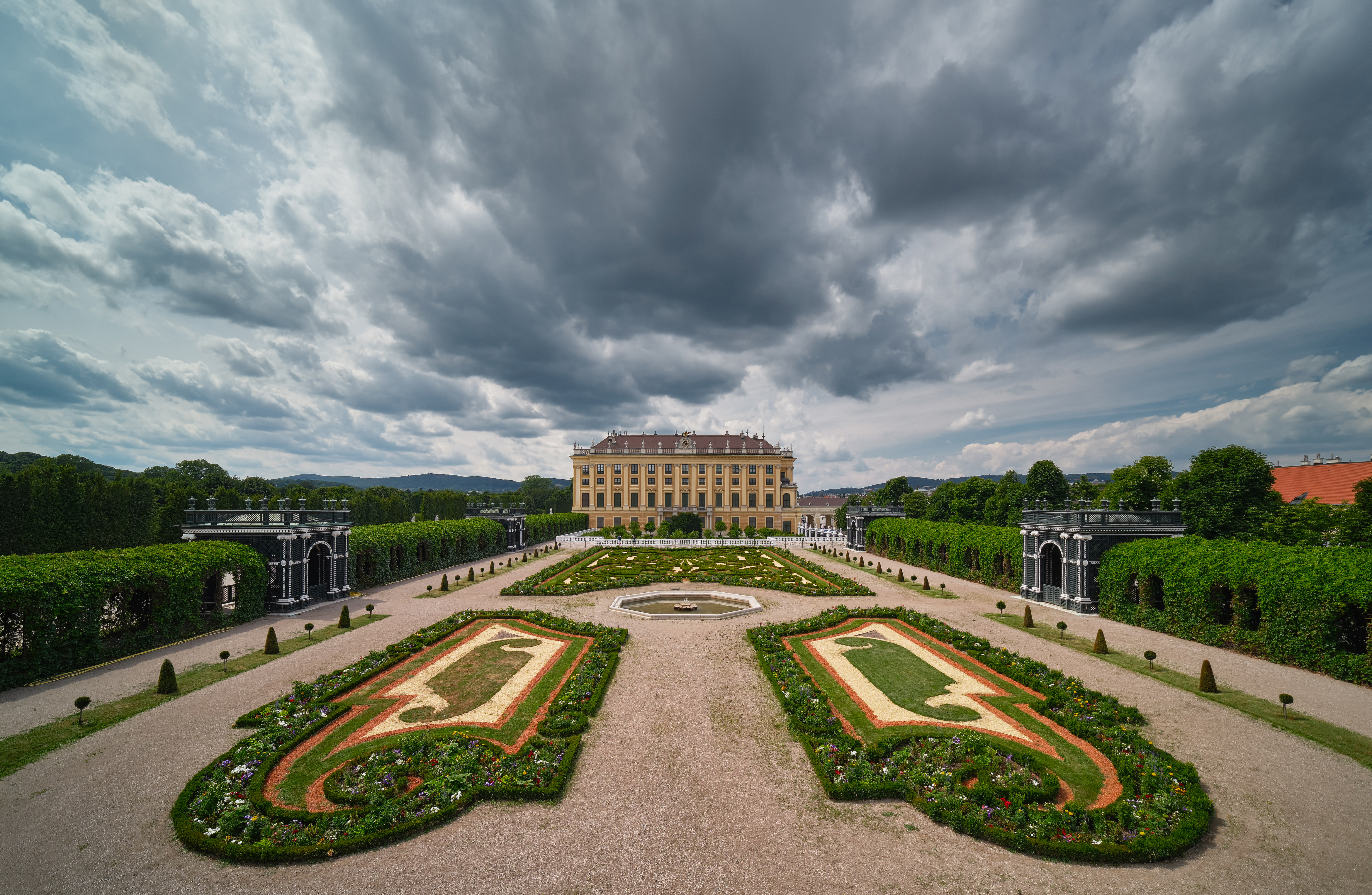
باغ ولیعهد
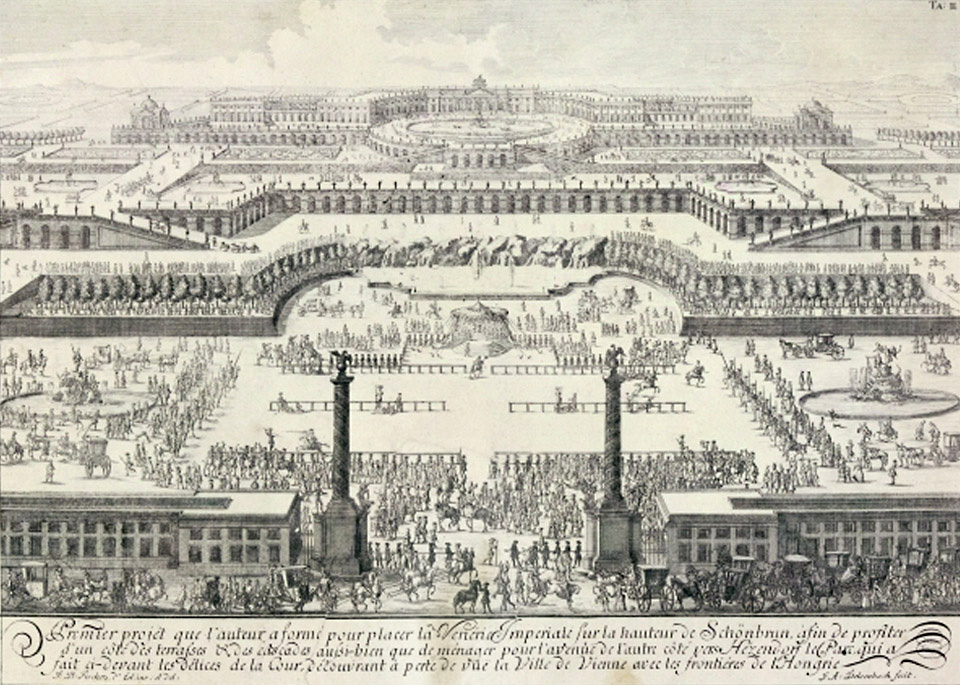
۱۶۸۸
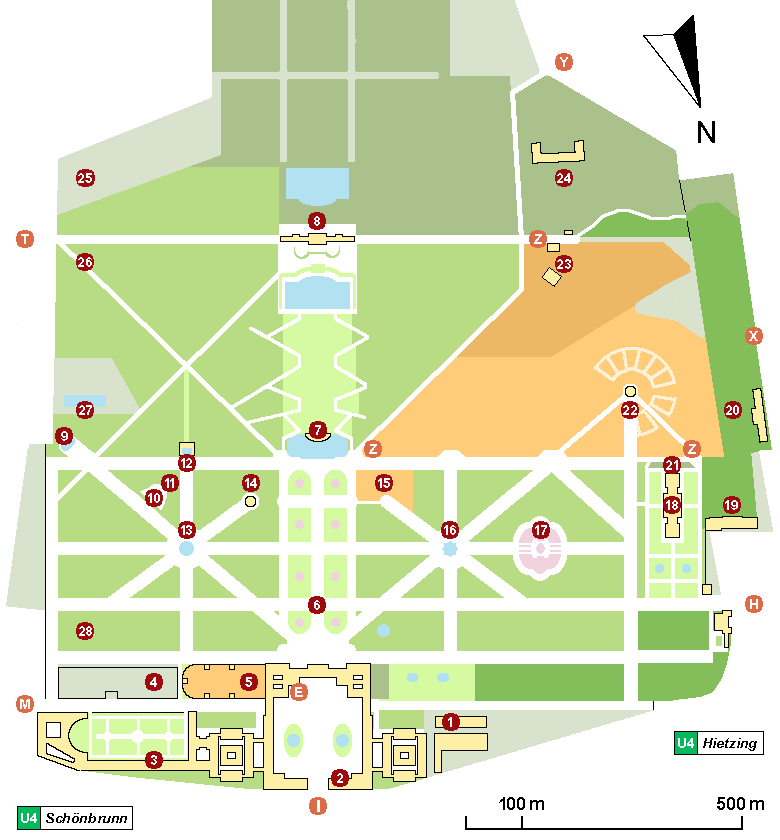
نقشه کاخ شون‌برون
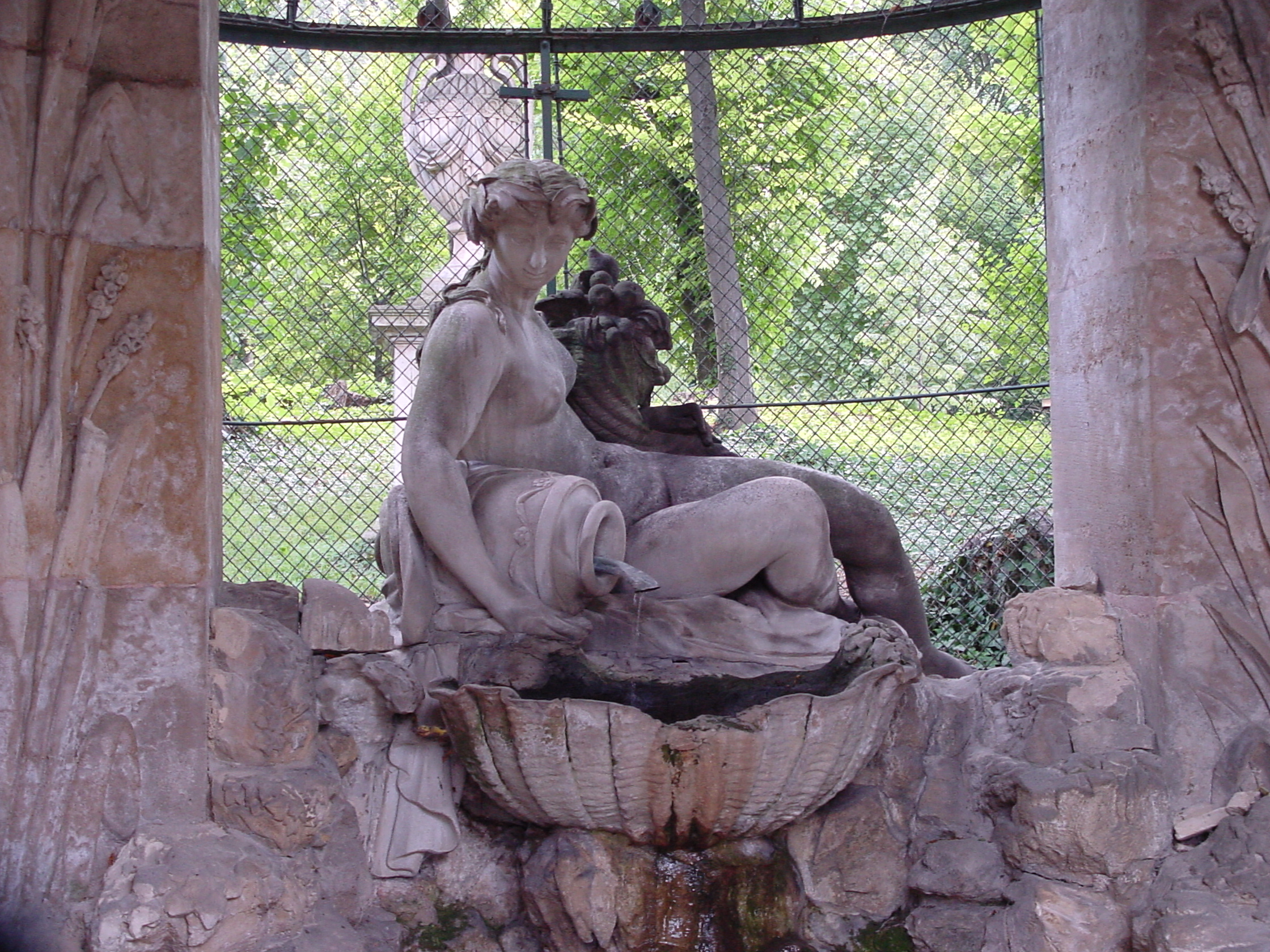
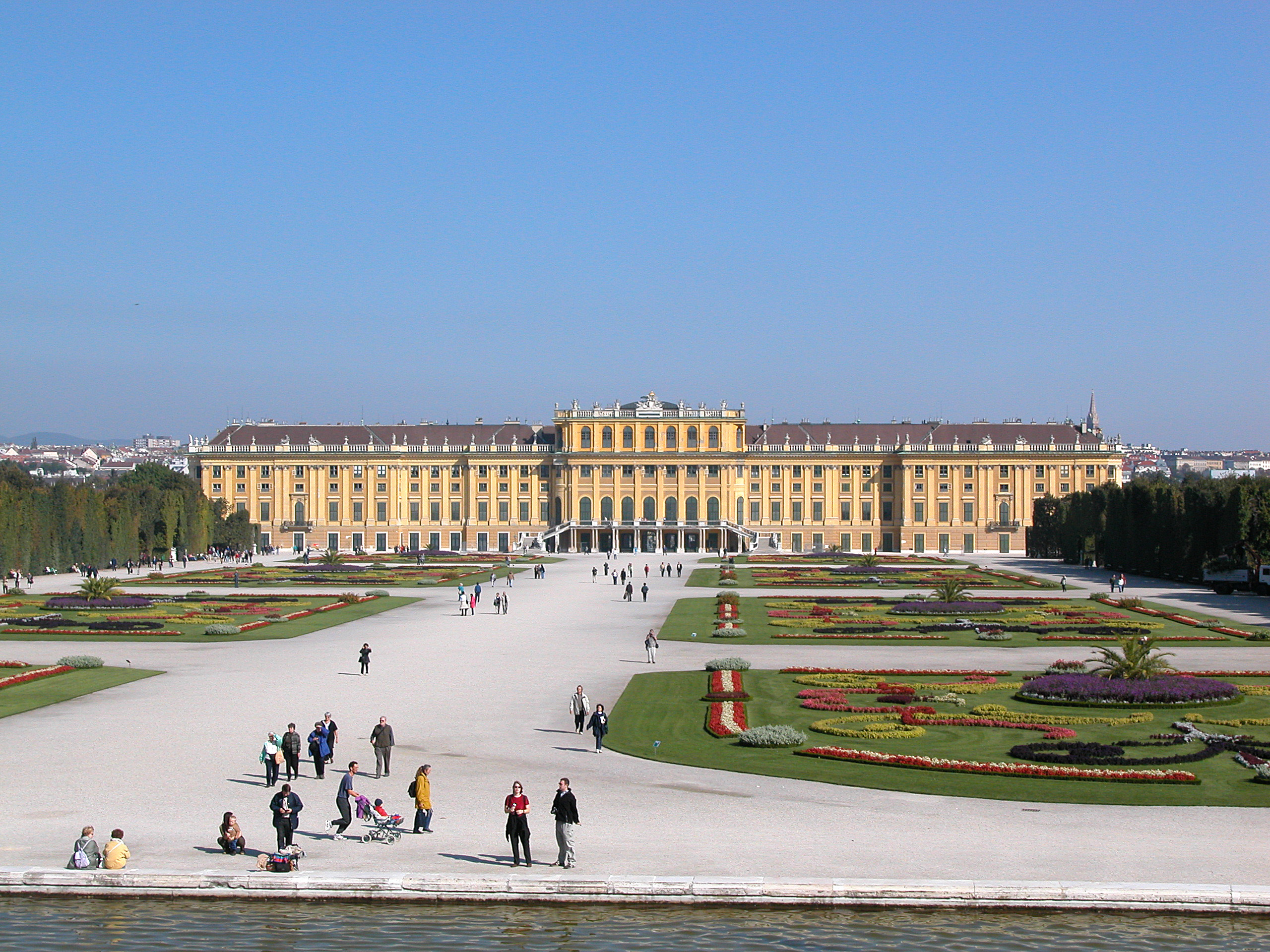
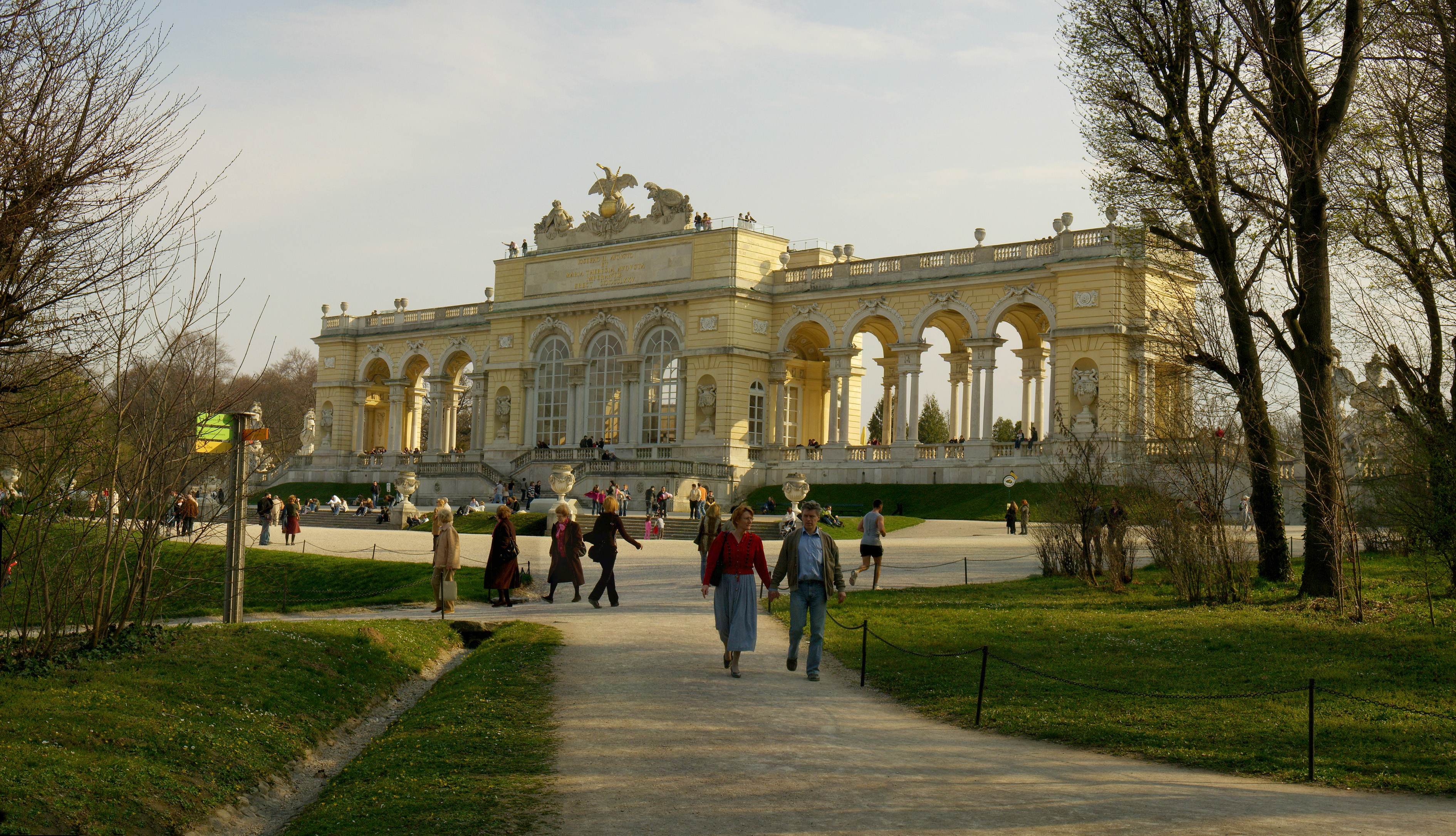
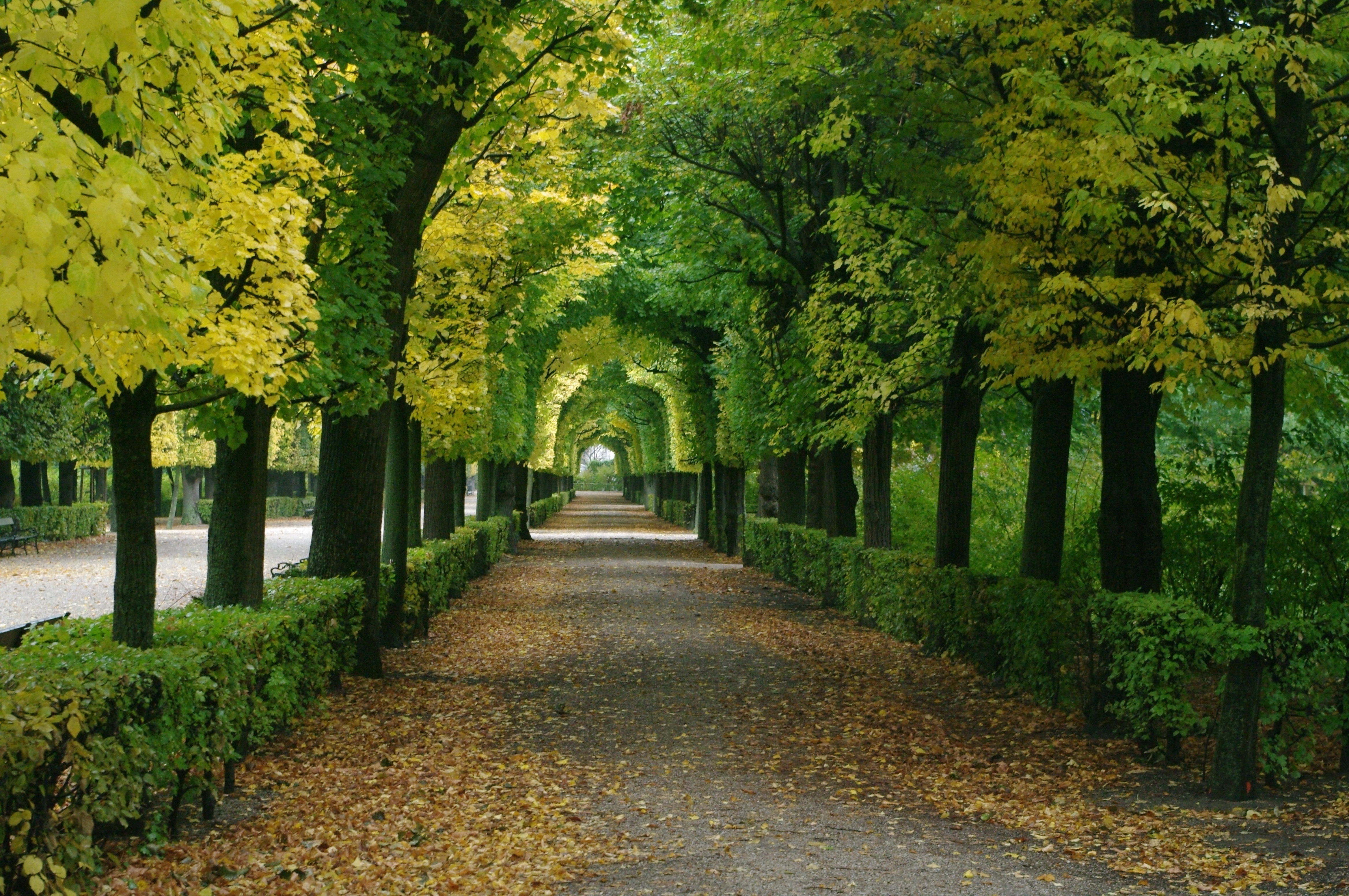
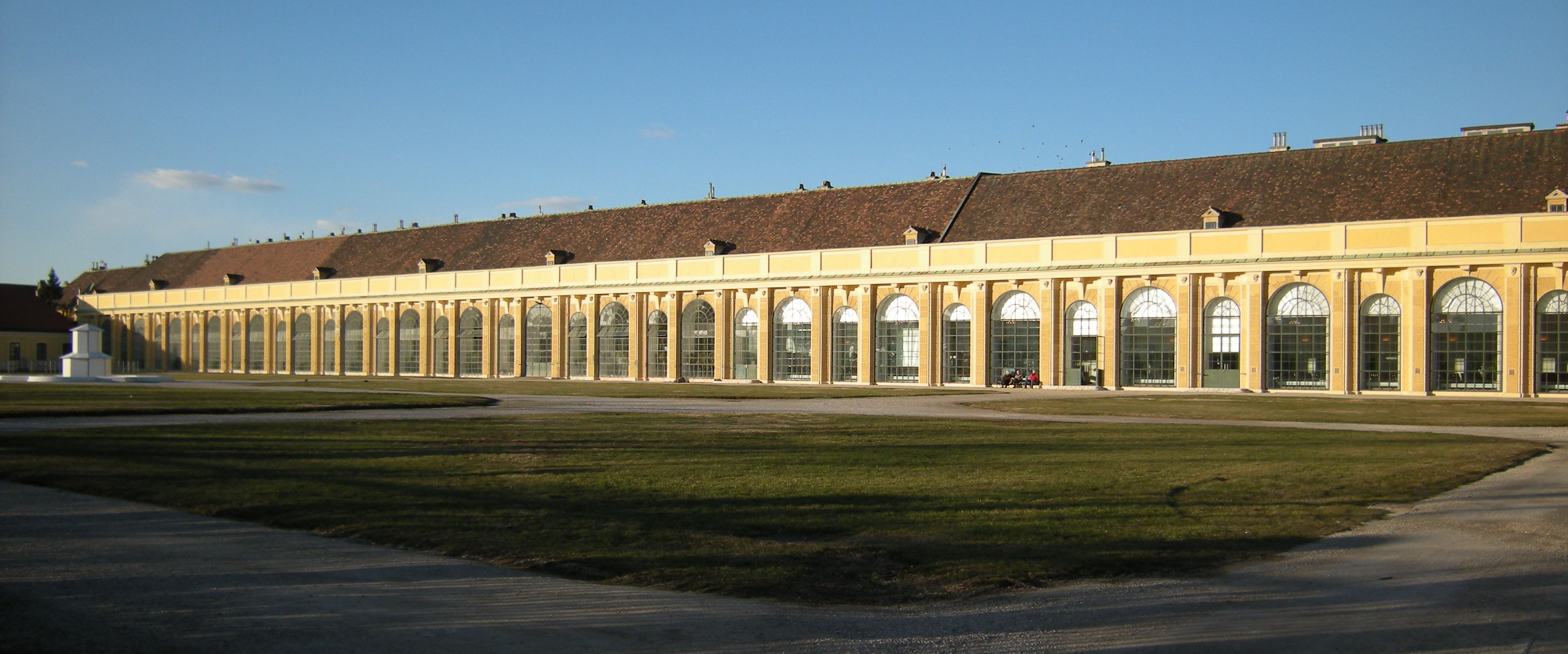
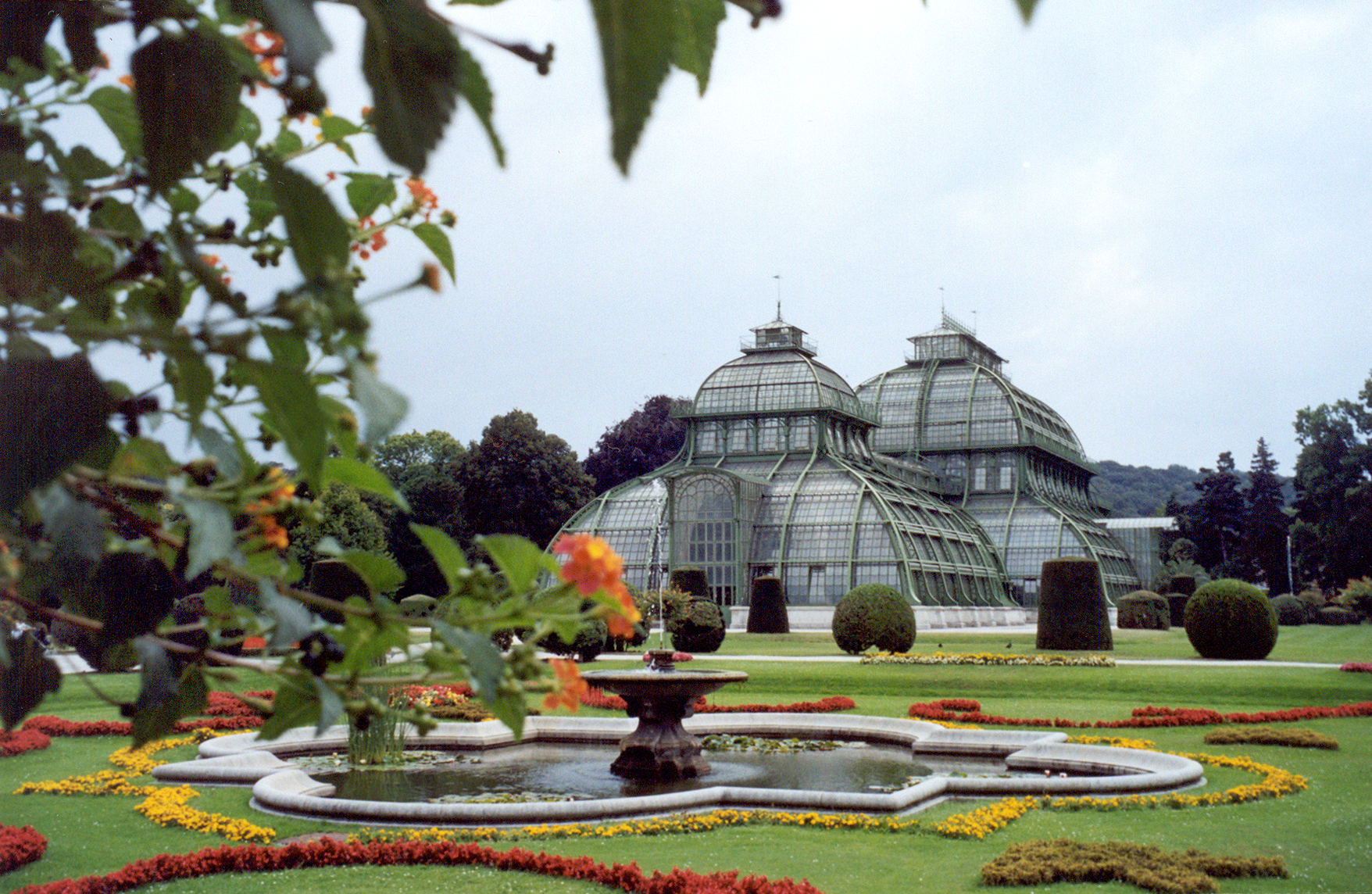